# 正岡華子
正岡 華子（まさおか はなこ）は、漫画『ドカベン』に登場する架空の人物。
登録名は「マドンナ」。

## 来歴・人物
- 三塁手。右投左打（1回右打席に立った記録がある）。地元の有力者・正岡財閥の娘である。
- 2004年、四国アイアンドッグスの入団テストに合格。当初はドカベン初の女性プロ野球選手として扱われた（2005年には作品の枠を超えて漫画『野球狂の詩』の初の女性プロ野球選手水原勇気が登場したため、途中からこの事は作中であまり触れられなくなった）。非力は否めないが、チーム屈指の巧守･俊足を誇る。
- 東京スーパースターズの殿馬一人とは、2004年の開幕戦で山田のプレーを殿馬が説明した際、マドンナが恋に落ちた。二人は相思相愛で、明訓自主トレに使っていた旅館の男子風呂に押しかけたこともある。2006年シーズン終了後に結婚。ただし挙式は行わず、別チームに所属する事もあってか夫婦別姓（もしくは登録名をそのままにしている）。2008年から、横浜市の岩鬼の新居の隣にあるマンションに同居している。
- 以前は殿馬が打った打球をわざと遅く処理して内野安打にしようとするなど、やや自分の意思を疎通させる部分があったが、2005年のプレーオフで左貫に指摘されてからは、殿馬の打球はどんな当たりでも全て完璧なプレーで捕球している。
- 2007年のオールスターでは、トレイ・ヒルマン監督の意向により、殿馬とマドンナのみ異例のフルイニング出場をした（監督曰く、婚約に対するプレゼント）。
- マドンナが被っているヘルメットは普通の曲面ではなく、歪んでいる。1年目は耳なしのヘルメットで、その後は片耳や両耳のヘルメットをかぶるなど、かなりヘルメットを気にしているようだ。また、2007年のオールスターでは、試合途中でヘルメットが変わっている。なお、試合終盤のヘルメットは普通の曲面。
- 女性ということで日焼けを嫌っているのか、試合中いつも長袖のアンダーシャツを着ている。
- 旅館の男子風呂に押し掛けた際に見せた肉体は、前を隠していたタオルからはみ出るほどの胸に豊満な尻をしていた。

## 背番号
- 3（2004年 - ）